# Láfutrivier
De Láfutrivier (Zweeds: Lafoljåkka of Láfutjohka) is een (berg)beek die stroomt binnen de Zweedse  gemeente Kiruna. De beek ontstaat op de hellingen van de bergen die de scheiding vormen tussen het stroomgebied van de Lainiorivier en de Könkämärivier. De beek stroomt naar het zuiden en passeert daarbij de berg Láfutoaivi van circa 600 meter hoogte.
Afwatering: Láfutrivier → Lainiorivier → Torne → Botnische Golf